# آل تورنتون
آل تورنتون (انگلیسی: Al Thornton؛ زادهٔ ۷ دسامبر ۱۹۸۳) بازیکن بسکتبال اهل ایالات متحده آمریکا است.
از باشگاه‌هایی که در آن بازی کرده‌است می‌توان به گلدن استیت واریرز، لس آنجلس کلیپرز، و واشینگتن ویزاردز اشاره کرد.